# Laia Cañigueral
Laia Cañigueral Olivé, née le 11 mars 1981 à Cassà de la Selva, est une femme politique espagnole, membre de la Gauche républicaine de Catalogne (ERC).
Elle est députée au Congrès de 2004 à 2008 et en 2019.

## Biographie
Laia Cañigueral réalise des études supérieures à l'université autonome de Barcelone où elle obtient une licence en sociologie et un diplôme complémentaire en participation citoyenne et développement durable. Elle possède également un diplôme complémentaire en gouvernement local, délivré par l'université de Barcelone. Elle a été responsable de cabinet du directeur de l'Agence catalane de la coopération au développement de la généralité de Catalogne, ainsi que secrétaire nationale aux relations internationales des Jeunes de la Gauche républicaine de Catalogne (JERC).
Elle devient députée au Congrès des députés en novembre 2006 en raison de la démission de Francesc Canet. Elle est également élue lors des élections générales d'avril 2019.
Elle est désignée déléguée territoriale de la généralité de Catalogne dans la province de Gérone en juin 2021.
En juillet 2014, le quotidien El Mundo la classe parmi les « politiques les plus attirants [du] pays ».